# Elisabet de Saxònia-Altenburg (gran duquessa de Rússia)
Elisabet de Saxònia-Altenburg, gran duquessa de Rússia (Meiningen 1865 - Leipzig 1927). Princesa de Saxònia-Altenburg amb el tractament d'altesa que contragué matrimoni en el si de la casa imperial de Rússia.
Nascuda a la ciutat de Meiningen, capital del ducat de Saxònia-Meiningen, el dia 25 de gener de 1865, essent filla del príncep Maurici de Saxònia-Altenburg i de la princesa Augusta de Saxònia-Meiningen. Elisabet era neta per via paterna del duc Jordi I de Saxònia-Altenburg i de la duquessa Maria de Mecklenburg-Schwerin; mentre que per via materna ho era del duc Bernat II de Saxònia-Meiningen i de la princesa Maria de Hessen-Kassel.
El dia 27 d'abril de 1884 contragué matrimoni amb el gran duc Constantí "KR" de Rússia, filla del gran duc Constantí de Rússia i de la princesa Alexandra de Saxònia-Altenburg. La parella tingué 
- SA el príncep Ivan de Rússia, nat a Pavlovsk el 1886 i executat a Alapaevsk el 1918 amb altres membres de la família imperial. Es casà a Sant Petersburg amb la princesa Helena de Sèrbia.

- SA el príncep Gabriel de Rússia, nat a Pavlovsk el 1887 i mort a París el 1955. Es casà a Sant Petersburg amb Antonia Nesterovskya, posteriorment es casà amb la princesa Irina Kurakina.

- SA la princesa Tatiana de Rússia, nada a Sant Petersburg el 1890 i morta a Jerusalem el 1979. Es casà a Tiflis el 1911 amb el príncep Consantí Bragation-Moukhransky i posteriorment el 1921 a Ginebra amb Alexander Korochenzov.

- SA el príncep Constantí de Rússia, nat a Sant Petersburg el 1891 i executat a Alapaevsk el 1918.

- SA el príncep Oleg de Rússia, nat a Sant Petersburg el 1892 i mort a Vitebsk el 1914.

- SA el príncep Ígor de Rússia, nat a Sant Petersburg el 1894 i executat a Alapaevsk el 1918.

- SA el príncep Jordi de Rússia, nat a Sant Petersburg el 1903 i mort a Nova York el 1938.

- SA la princesa Natàlia de Rússia, nada i morta a Sant Petersburg el 1905.

- SA la princesa Vera de Rússia, nada a Pavlovsk el 1906 i morta a Nova York el 2001.

La princesa Elisabet pertanyia a una família principesca alemanya d'escàs pes en el si de les diverses famílies reials europees. A més a més, la princesa era neta d'un duc sobirà i filla d'un prínceo secundari. Ara bé, la seva intel·ligència i caràcter facilitaren que realitzés un casament magnífic amb un gran duc rus d'enorme fortuna i molt ben considerat a la cort de Sant Petersburg.
Durant la seva joventut, la princesa realitzà nombrosos vitges per les diferents corts europees. En un d'aquests viatges conegué al gran duc Constantí "KR" de Rússia amb qui es casà posteriorment. Malgrat que el casament ja fou planejat en un viatge del gran duc a Altenburg no fou fins dos anys després, quan Elisabet viatjà a Sant Petersburg, que s'anuncià oficialment la unió.
Un dels principals problemes amb què es topà la princesa a Rússia fou el tema de la religió. Luterana convençuda, la princesa desitjà mantenir el seu culte i no canvià a l'oficial església ortodoxa. La princesa es mantingué ferma amb aquesta negativa i fins i tot es negà a besar la creu ortodoxa en els serveis oficials.
El matrimoni fou un autèntic èxit. Aviat la parella mostrà una enorme complicitat i així, Elisabet escrigué al seu marit el dia del casament amb els següents termes: Jo et prometo que mai faré res que et pugui molestar ni danyar ... Jo només vull expressar lo molt que t'estimo'. Malgrat l'homosexualitat del gran duc i les aventures amorosos que experimentà, la parella no trencà la seva bona convivència per aquest fet.
Educada, culta, intel·ligent i comprensiva, la princesa Elisabet gaudí d'un gran prestigi a la cort de Sant Petersburg i estigué sempre molt a prop del tsar Nicolau II de Rússia, tan sols tres anys més jove que ella.
Elisabet sobrevisqué a la majoria dels seus fills. Dels seus nou fills, cinc moriren abans que ella, la gran duquessa Natàlia morí el mateix dia del seu naixement, els grans ducs Consantí, Ígor i Ivan moriren a Apalaevsk el 1918 i el gran duc Oleg morí en el transcurs de la Primera Guerra Mundial
Amb l'esclat de la Revolució russa, Elisabet es refugià a la propietat campestre de Pavlovsk on rebé la notícia de la mort de tres dels seus fills a Apalaevsk. L'any 1918, el govern bolxevic permeté a la princesa sortir del país gràcies a una petició formal de l'ambaixada de Suècia a Sant Petersburg. La princesa i els seus dos fills petits pogueren fugir de Rússia amb vaixell i arribar a Estocolm on foren rebuts per la princesa Victòria de Baden, reina de Suècia.
Elisabet de Saxònia-Altenburg s'establí durant dos anys a Suècia. Malgrat tot, la carestia de la vida sueca i la manca de recursos de la princesa (fins al 1917 una de les principals fortunes europees) provocaren que atengués la invitació del rei Albert I de Bèlgica i s'establís a Brussel·les. Mesos després es traslladà a Altenburg i posteriorment a Leipzig on morí el 1927 a causa d'un càncer.